# Обрі Лоґан
Обрі Мішель Лоґан (народилася 16 січня 1988) — американська поп- і джазова співачка та солістка на тромбоні. На джазовому фестивалі Shure — Montreux у 2009 році в Швейцарії отримала приз глядацьких симпатій і приз журі. У 2009 році також брала участь у шоу American Idol, але вибула в перших раундах. Є учасницею гурту Postmodern Jukebox і гурту Дейва Коза.

## Дискографія
- Impossible (2017)
- Where The Sunshine Is Expensive (2019)
- Standard (2021)